# Harry Keller
Harry Keller (Los Angeles, 22 febbraio 1913 – Los Angeles, 19 gennaio 1987) è stato un regista, montatore e produttore cinematografico statunitense.

## Filmografia parziale

### Regia
- Desert of Lost Men (1951)
- La vendicatrice dei sioux (Rose of Cimarron) (1952)
- Phantom Stallion (1954)
- Letter to Loretta (1954-1956) - Serie TV
- Commando Cody: Sky Marshal of the Universe (1955) - TV
- Mister X, l'uomo nell'ombra (The Unguarded Moment) (1956)
- Sotto la minaccia (Man Afraid) (1957)
- L'animale femmina (The Female Animal) (1958)
- La legge del fucile (Day of the Badman) (1958)
- Gli evasi del terrore (Voice of the Mirror) (1958)
- Step Down to Terror (1958)
- Disneyland (1959-1960) - TV
- Il ritorno di Texas John (Gundown at Sandoval) (1960)
- Sette strade al tramonto (Seven Ways from Sundown) (1960)
- Dimmi la verità (Tammy Tell Me True) (1961)
- Apache in agguato (Six Black Horses) (1962)
- Il sole nella stanza (Tammy and the Doctor) (1963)
- La più allegra avventura (The Brass Bottle) (1964)
- Spie oltre il fronte (In Enemy Country) (1968)

### Montaggio
- Black Hills Express, regia di John English (1943)
- Days of Old Cheyenne, regia di Elmer Clifton (1943)
- King of the Cowboys, regia di Joseph Kane (1943)
- Sheriff of Sundown, regia di Lesley Selander (1944)
- Utah, regia di John English (1945)
- Trigger il cavallo prodigio (My Pal Trigger), regia di Frank McDonald (1946)
- Northwest Outpost, regia di Allan Dwan (1947)
- L'ultima conquista (Angel and the Badman), regia di James Edward Grant (1947)
- La luna sorge (Moonrise), regia di Frank Borzage (1948)
- Guerra di sessi (Borderline), regia di William A. Seiter (1950)
- The Showdown, regia di Dorrell McGowan e Stuart E. McGowan (1950)
- The Dakota Kid, regia di Philip Ford (1951)
- Il mio bacio ti perderà (Belle Le Grand), regia di Allan Dwan (1951)
- Nessuno ci può fermare (Stir Crazy), regia di Sidney Poitier (1980)
- Stripes - Un plotone di svitati (Stripes), regia di Ivan Reitman (1981)
- Hanky Panky - Fuga per due (Hanky Panky), regia di Sidney Poitier (1982)
- Dance - Voglia di successo (Fast Forward), regia di Sidney Poitier (1985)
- Una notte in Transilvania (Transylvania 6-5000), regia di Rudy De Luca (1985)

### Produttore
- Captive of Billy the Kid, regia di Fred C. Brannon (1952)
- Non mandarmi fiori! (Send Me No Flowers), regia di Norman Jewison (1964)
- La gatta con la frusta (Kitten with a Whip), regia di Douglas Heyes (1965)
- Quello strano sentimento (That Funny Feeling), regia di Richard Thorpe (1965)
- Texas oltre il fiume (Texas Across the River), regia di Michael Gordon (1966)
- Spie oltre il fronte (In Enemy Country), regia di Harry Keller (1968)
- Il magliaro a cavallo (Skin Game), regia di Paul Bogart (1971)